# 潘迪南鰍
潘迪南鰍（學名：Schistura pertica）為輻鰭魚綱鯉形目條鰍科南鰍屬的其中一種。分布於亞洲寮國南烏河流域，本魚體延長略側扁，口下位，上唇中央無凹槽，下唇中央具一切口，觸鬚3對，側線完整，身體有12-18條橫帶 ,窄於或寬間隙一樣, 形狀不規則，尾鰭基部有一細橫帶，在橫帶之前有一個灰白的三角形斑塊，背鰭基底有一個鑲橘色的黑色斑點，體長可達6.6公分，棲息在水流湍急、岩石底質的河川底層水域，生活習性不明。

## 扩展阅读
維基物種上的相關：潘迪南鰍